# Conocoryphe
La conocorife (gen. Conocoryphe) è un artropode estinto appartenente ai trilobiti. Visse nel Cambriano medio (circa 505 milioni di anni fa), e i suoi resti sono stati ritrovati nei continenti settentrionali (Europa, Asia e Nordamerica).

## Descrizione
L'aspetto generale di questo trilobite era molto simile a quello di gran parte dei trilobiti primitivi del Cambriano: il corpo era a forma ovoidale, il cephalon possedeva due lunghe spine genali, mentre il torace, suddiviso in numerosi segmenti, era moderatamente spinoso. La particolarità del conocorife, però, è costituita dall'assenza di occhi sul capo: evidentemente questo animale era cieco, anche se in altre forme della stessa famiglia gli organi di vista erano presenti anche se in misura ridotta. La regione centrale del cephalon (glabella) era divisa da solchi obliqui, mentre il torace era costituito da 14-17 segmenti; infine, il pigidio era ridotto e dotato di segmenti poco numerosi. Una delle specie più note di conocorife è Conocoryphe sulzeri, tipica dell'Europa.

## Stile di vita
Contrariamente a gran parte dei trilobiti, il conocorife era cieco; questa caratteristica implica uno stile di vita bentonico (di fondale). È probabile, quindi, che il conocorife si muovesse sulla superficie del sedimento marino e si infossasse alla ricerca di particelle di cibo.